# Anisodes lichenea
Cyclophora lichenea là một loài bướm đêm trong họ Geometridae.